# José Esteban Muñoz
José Esteban Munoz (9 août 1967 – 3 décembre 2013), est un chercheur américain travaillant sur l'étude des performances, la culture visuelle, la théorie queer, les études culturelles et la théorie critique. Son premier livre, Disidentifications: Queers of Color and the Performance of Politics (1999) examine la performance, l'activisme et la survie des personnes queer de couleur à travers l'étude des performances. Son deuxième livre, Cruising Utopia: the Then and There of Queer Futurity, a été publié par les presses de l'université de New York en 2009.
Muñoz a été professeur et directeur du département de "Performance Studies" à la Tisch School of the Arts de l'université de New York. Il a reçu des bourses de la fondation The Duke Endowement (1989) et de l'université d'État de Pennsylvanie (1997). Il était également affilié à la Modern Language Association, à l'American Studies Association, et à la College Art Association.

## Biographie
Muñoz est né à La Havane, à Cuba en 1967. Peu de temps après sa naissance, sa famille s'installe à Hialeah, en Floride, une ville dont la grande majorité de la population est d'origine cubaine. En 1989 il est diplômé du Sarah Lawrence College en Littérature Comparée. En 1994, il obtient son doctorat au sein du département de littérature de l'université Duke, sous la direction de Eve Kosofsky Sedgwick, théoricienne du mouvement queer. Ses recherches portent sur des artistes, des performeurs et des personnalités culturelles tels Vaginal Davis, Nao Bustamante, Carmelita Tropicana, Isaac Julien, Jorge Ignacio Cortiñas, Kevin Aviance, James Schuyler, Richard Fung, Jean-Michel Basquiat, Pedro Zamora et Andy Warhol. Son travail est influencé à la fois par les féministes chicana comme Gloria Anzaldúa, Cherríe Moraga, Chela Sandoval et Norma Alarcón, et par les penseurs de l'École de Francfort tels qu'Ernst Bloch, Martin Heidegger, Theodor Adorno et Walter Benjamin.
Muñoz est mort à New York en décembre 2013. Il travaillait sur son troisième livre, The Sense of Brown: Ethnicity, Affect and Performance, qui sera publié par Duke University Press. Muñoz a également co-édité Pop Out: Queer Warhol (1996) avec Jennifer Doyle et Jonathan Flatley et Everynight Life: Culture and Dance in Latin/o America (1997) avec Celeste Fraser Delgado. Avec Ann Pelligrini, José Muñoz a été fondateur aux NYU Press de l'influente collection Sexual Culture éditée pour la première fois en 1998. Prenant racine dans le féminisme des femmes de couleur, cette collection s'est spécialisée dans les titres qui « offrent des représentations alternatives de la vie des queer où les questions de race, de classe, de temporalité, de religion et de région sont aussi centrales que la sexualité ». Muñoz a également travaillé en 1996 à la première conférence Crossing Borders, centrée sur l'Amérique latine et les sexualités queer latino. Il a été membre du conseil d'administration du Center for Lesbian and Gay Studies (en) de l'université de la ville de New York et rédacteur en chef de la revue Social Text and Women and Performance: A Journal of Feminist Theory.

## Idées
Muñoz remet en question les politiques contemporaines gay et lesbiennes. Pour lui, ces politiques, dont l'objectif est celui de l'égalité des droits pour les homosexuels, du mariage homosexuel, et de la situation des homosexuels dans le milieu militaire, sont prisonnières des normes restrictives de notre société contemporaine. Dans la lignée du Principe Espérance d'Ernst Bloch, Muñoz s'intéresse à la dimension socialement symbolique de certains processus esthétiques qui promeuvent l'idéalisme politique. Muñoz repense le terme de queerness comme quelque chose qui n'est « pas encore là ». Le terme de queerness correspond à « cette chose par laquelle nous sentons que ce monde n'est pas suffisant ». Muñoz reconceptualise ce terme en l'abordant sous l'angle esthétique plutôt qu'à travers le prisme des politiques identitaires. Pour Muñoz, l'esthétique queer, comme celui de l'artiste Vaginal Davis, offre un modèle pour schématiser les relations sociales futures. La notion de queerness selon Muñoz, est celle d'un rejet du « temps direct », du « ici et maintenant ». Elle privilégie au contraire le « bientôt et là-bas ». Muñoz propose le concept de « performances désidentificatrices », des actes de transgression et de création grâce auxquels les minorités raciales et sexuelles, ou les sujets minoritaires, interprètent véritablement l'hégémonie culturelle. Muñoz critique le livre de Lee Edelman No Future: Queer Theory and the Death Drive et son analyse des pulsions de mort. En résulte sa théorie du « futur queer » ou de la « socialité queer ». Ainsi le « futur queer » « illumine un champ des possibles pour les sujets minoritaires à travers les stratégies-esthétiques de survie et la recherche de modes de vie utopiques ».

## Publications

### En français

#### Ouvrages
Cruiser l'utopie : l'après et ailleurs de l'advenir queer  (trad. Alice Wambergue), Paris, brook, 2021, 328 p. (ISBN 978-2-9568700-2-9, présentation en ligne)

#### Articles
« Performer la désidentité »  (trad. Emma Bigé et Tarek Lakhrissi), Trou noir, no 14,‎ avril 2021 (lire en ligne)

### En anglais

#### Ouvrages
- Disidentifications: Queers of Color and the Performance of Politics (1999). Minneapolis: University of Minnesotta Press.  (ISBN 978-0-8166-3015-8).
- Cruising Utopia: the Then and There of Queer Futurity (2009). New York: NYU Press.  (ISBN 9781479874569).
- The Sense of Brown (2020). Durham, NC: Duke University Press.  (ISBN 978-1-4780-1103-3).

#### En coopération
- avec Jennifer Doyle et Jonathan Flatley. Pop Out: Queer Warhol. Durham: Duke University Press, 1996.
- avec Celeste Fraser Delgado. Everynight Life: Culture and Dance in Latin/o America. Durham: Duke University Press, 1997.

#### Chapitres d'ouvrages
- "The Future in the Present: Sexual Avant-Gardes and the Performance of Utopia." The Future of American Studies. Eds. Donald Pease and Robyn Weigman. Durham and London: Duke University Press, 2002.
- "Gesture, Ephemera and Queer Feeling: Approaching Kevin Aviance." Choreographing Desire. Ed. Jane Desmond. Hanover and London: Wesleyan University Press, 2001.
- "The Autoethnographic Performance: Reading Richard Fung's Queer Hybridity." Performing Hybridity. Eds. Jennifer Natalya Fink and May Joseph. Minneapolis: University of Minnesota Press, 1999.
- "Latino Theatre and Queer Theory." Queer Theatre. Ed. Alisa Solomon. New York: New York University Press, 1999.
- "Luis Alfar's Memory Theatre." Corpus Delecti. Ed. Coco Fusco. New York and London: Routledge, 1999.
- "Pedro Zamora's Real World of Counterpublicity: Performing an Ethics of the Self." Living Color: Race and Television. Ed. Sasha Torres. Durham and London: Duke University Press, 1998.
- "Rough Boy Trade: Queer Desire/Straight Identity in the Photography of Larry Clark." The Passionate Camera. Ed. Deborah Bright. New York: Routledge, 1998.
- "Photographies of Mourning: Ambivalence and Melancholia in Mapplethorpe (Edited by Van Der Zee) and Looking for Langston." Race and the Subject(s) of Masculinity. Eds. Harry Uebel and Michael Stecopoulos. Durham and London: Duke University Press, 1997.
- "Famous and Dandy Like B. 'n' Andy: Race, Pop, and Basquiat." Pop Out: Queer Warhol. Eds. Jennifer Doyle, Jonathan Flatley and José Esteban Muñoz. Durham and London: Duke University Press, 1996.
- "Flaming Latinas: Ela Troyano's Carmelita Tropicana: Your Kunst Is Your Waffen." The Ethnic Eye: Latino Media. Eds. Ana M. L—pez and Chon A. Noriega. Minneapolis: University of Minnesota Press, 1996.
- "Ghosts of Public Sex: Utopian Longings, Queer Memories." Policing Public Sex: Queer Politics and the Future of AIDS Activism. Ed. Dangerous Bedfellows. Boston: South End Press, 1996.

#### Articles (liste partielle)
- “The Queer Social Text,” Social Text 100 Vol 27, No. 3 (Fall 2009): 215-218.
- “From Surface to Depth, between Psychoanalysis and Affect,” Women and Performance: A Journal of Feminist Theory. Vol. 19, No 2 (July 2009): 123-129.
- “Hope and Hopelessness: A Dialogue,” with Lisa Duggan, Women and Performance: A Journal of Feminist Theory. Vol. 19, No 2 (July 2009): 275-283.
- “The Vulnerability Artist: Nao Bustamate and the Sad Beauty of Reparation,” Women and Performance: A Journal of Feminist Theory, Vol. 16, No. 2, (July 2006): 191-200.
- “Feeling Brown, Feeling Down: Latina Affect, the Performativity of Race, and the Depressive Position,” Signs: Journal of Women in Culture and Society, Vol. 31, No 3 (2006): 675-688.
- “What’s Queer about Queer Studies Now,” with David. L. Eng and Judith Halberstam in Social Text: What’s Queer about Queer Studies Now? ed. with David L. Eng and Judith Halberstam, Vol. 23, Nos. 84-86 (Fall/Winter 2005): 1-18.
- “My Own Private Latin America: The Politics and Poetics of Trade,” (with John Emil Vincent), Dispositio/n  50 (Spring 1998 [2000]), 19-36.
- “Ephemera as Evidence: Introductory Notes to Queer Acts,” Queer Acts: Women and Performance, A Journal of Feminist Theory, eds. José E. Muñoz and Amanda Barrett, Vol. 8, No. 2 (1996): 5-18.